# Ernst von Bandel

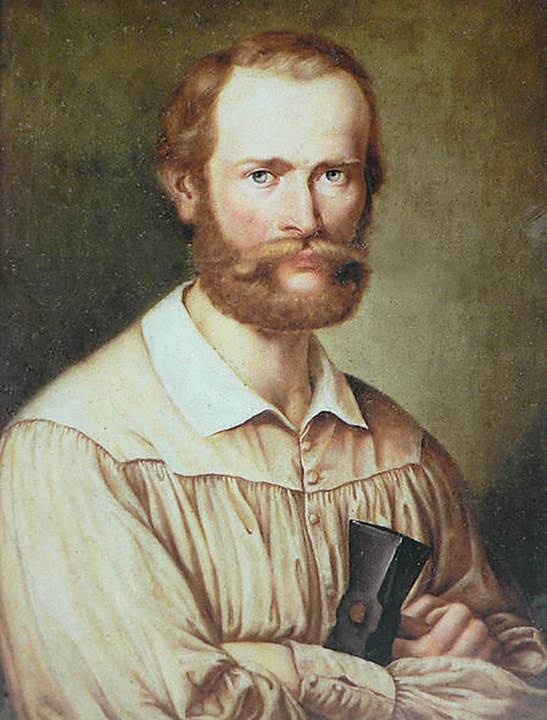
Ernst von Bandel (1843)

Joseph Ernst von Bandel, född 17 maj 1800 i Ansbach, död 25 september 1876 i Neudegg, var en tysk bildhuggare.
von Bandel blev utbildad i Nürnberg och München, och är framför allt känd för det väldiga Hermannsmonumentet i Grotenburg, avtäckt 1875.